# Уст Халан
Уст Халан (на руски: Усть-Халань) е хутор (малко селище от селски тип) в Тацински район, Ростовска област, Русия.
Селото се намира на река Бистрая, на 6 km от селището от градски тип Жирнов.
В близост до селото има открита мина за добив на въглища.